# Paul Wunderlich

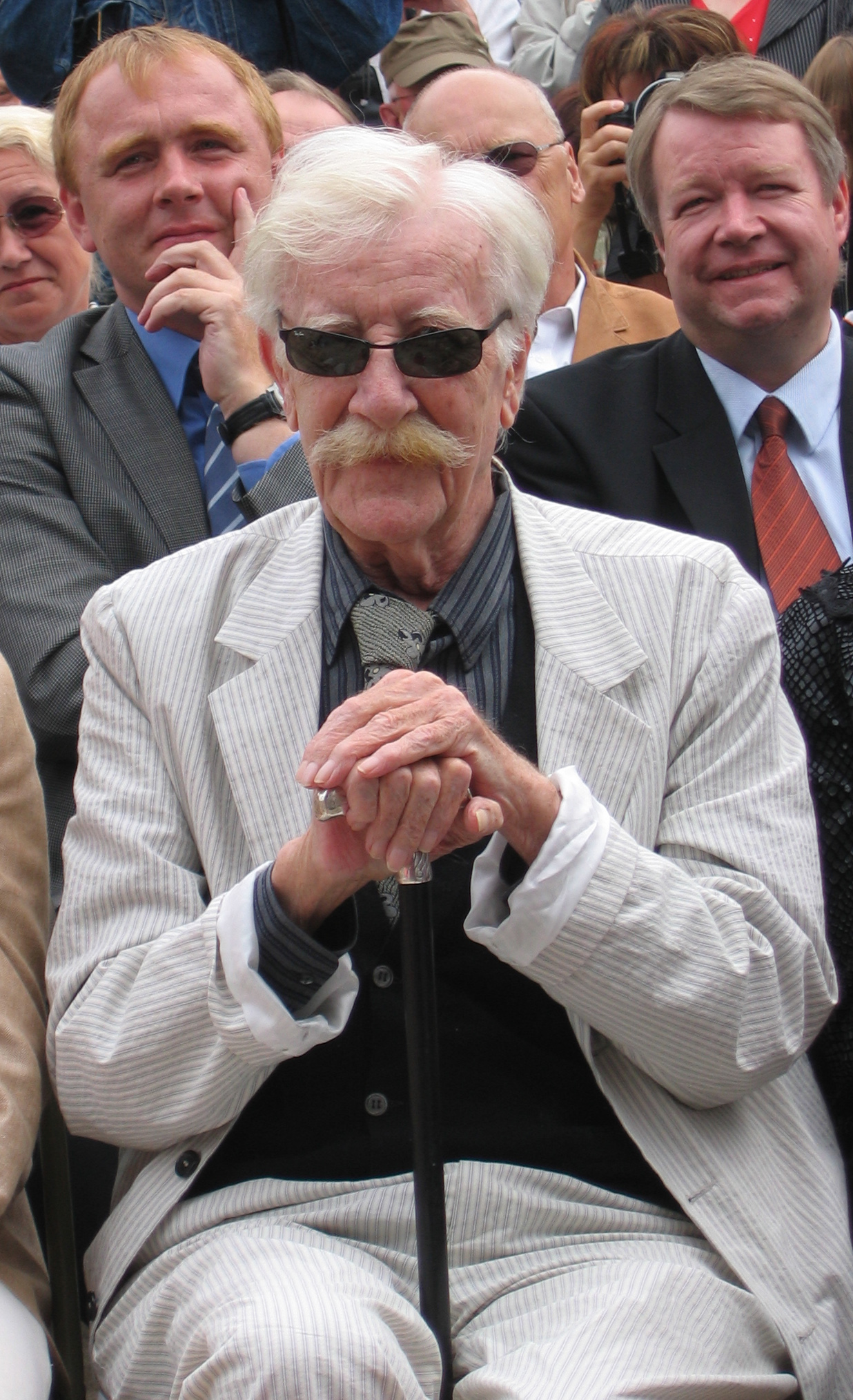
Paul Wunderlich, 2007.

Paul Wunderlich, född 10 mars 1927 i Eberswalde, död 6 juni 2010 i Saint-Pierre-de-Vassois i Provence, var en tysk målare, skulptör och grafiker.

## Biografi
Wunderlich var det andra barnet till Horst och Gertrude (född Arendt) Wunderlich. Efter en tid som Flakhelfer och krigsfånge flyttade han till sin mor i Eutin och utexaminerades från Johann Heinrich Voss Gymnasium och studerade sedan vid Schlosskunstschule  i Orangeriet i Eutinslottet. År 1947 blev han student vid Landeskunstschule i Hamburg, där han deltog i kurser om fri grafik under William Tietze. Bland hans klasskamrater fanns Horst Janssen och Reinhard Drenkhahn. 
Efter ett uppehåll började Wunderlich att studera igen 1950 under Willem Grimm och utexaminerades 1951. Han arbetade därefter som lektor vid Hochschule für Bildende Künste Hamburg, där han undervisade i litografi och etsning. År 1951 gav han också ut tryck för Emil Nolde (Kungen och hans män, etsning) och 1952 för Oskar Kokoschka, grafiksviten Ann Eliza Reed med elva litografier. Förtjänsten gjorde det möjligt för honom att tillbringa tre månader på Ibiza. År 1955 fick han ett stipendium från tyska industrins kulturkommitté.

## Konstnärskap
Efter en tidig, i huvudsak realistiskt kreativ period från omkring 1959 utvecklade han sin karaktäristiska stil. Hans tidiga verk visar styckade kroppar, oproportionerliga framför en tom bakgrund. På 1960-talet var han påverkad av konströrelser som Art Deco och Art Nouveau.
År 1960 åtaldes Wunderlich av Hamburgs åklagaren för oanständiga skildringar i litograficykeln "qui s'explique" men fick 1961 ändå pris av Ungdom för grafik. Med hjälp av prispengarna flyttade han sin verksamhetsområde till Paris. År 1962 arbetade han i ateljén Deskjoberts i Paris. Inspirerad av fotografier experimenterade han med airbrush-teknik.
År 1963 återvände han till Hamburg och blev efterträdare till George Greško som professor vid Hochschule till 1968. År 1969 började han skapandet av bronsskulpturer och statyer, påverkad av Salvador Dalí. År 1976 utfärdade han en begränsad upplaga av mångfärgade heliografer som illustrerade James Joyces Giacomo Joyc e.